# Al-Muhtadee Billah
Al-Muhtadee Billah (GCVO) (Bandar Seri Begawan, 17 de febrero de 1974) es el primer hijo varón y heredero del sultán de Brunéi, es príncipe heredero de Brunéi Darussalam y el primero en la línea de sucesión al trono.
Al-Muhtadee Billah ocupa los cargos de ministro principal de la Oficina del primer ministro de Brunéi, general de las Fuerzas Armadas Reales de Brunéi y subinspector general de la Policía Real de Brunéi.

## Biografía
El Príncipe Al-Muhtadee Billah nació en Istana Darul Hana, Bandar Seri Begawan, el 17 de febrero de 1974. Es hijo del Sultán Hassanal Bolkiah y Pengiran Anak Saleha (Reina Saleha), ambos primos hermanos entre sí. Billah estudió en la escuela para príncipes y princesas del palacio de Istana Darul Hana. Continuó sus estudios en Cambridge y en la Universidad de Brunéi Darussalam. En 1995, se matriculó en el Centro de Estudios Islámicos de la Universidad de Oxford, en Inglaterra. En 1996, ingresó en el Programa de Relaciones Exteriores del Magdalene College, donde se graduó en 1997.

## Proclamación como Príncipe Heredero
Billah fue proclamado Príncipe Heredero de Brunéi el 10 de agosto de 1998 en la Istana Nurul Iman. En la ceremonia, su padre, el Sultán de Brunéi, le concedió el "Keris Si Naga", lo que le situó en la línea de sucesión para convertirse en el 30.º Sultán de Brunéi. A la ceremonia siguió una procesión por la capital, Bandar Seri Begawan.
Billah representó nuevamente a Brunéi en el torneo en el Araneta Coliseum del 3 al 11 de noviembre de 2007.

### Papel en el gobierno
En su preparación para convertirse en el futuro líder y jefe del país, Al-Muhtadee Billah desempeña varias funciones en el gobierno. Es ministro principal de la Oficina del primer ministro, general de las Fuerzas Armadas Reales de Brunéi y subinspector general de la Policía Real de Brunéi. Como ministro principal es también jefe del Comité Nacional de Gestión de Desastres.
Es ministro principal del Gabinete del primer ministro (y de la corte real), y es designado para actuar como Sultán Adjunto cuando su padre se encuentra en el extranjero. Recibe en audiencia a embajadores y altos comisarios extranjeros. Cada vez acude más a actos oficiales para mejorar sus dotes de oratoria al pronunciar sabda (discursos reales de un príncipe heredero). Es Vicerrector de la Universidad de Brunéi Darussalam y Rector del Instituto Tecnológico de Brunéi; una vez al año entrega diplomas en las convocatorias de ambas instituciones[9].

## Matrimonio y descendencia
El 9 de septiembre de 2004 se casó con Pengiran Anak Sarah, de 17 años, en el palacio Nurul Iman de Bandar Seri Begawan.  
La pareja real tiene cuatro hijos. Su primer hijo y futuro heredero al trono de Brunéi, Pengiran Muda Abdul Muntaqim, nació el 17 de marzo de 2007 en el hospital Raja Isteri Pengiran Anak Saleha. Su segunda hija, Pengiran Anak Muneerah Madhul Bolkiah, nació el 2 de enero de 2011. Su tercer hijo y segundo varón, Pengiran Muda Muhammad Aiman, el 7 de junio de 2015. Su cuarto hijo y segunda hija, Pengiran Anak Faathimah Az-Zahraa' Raihaanul Bolkiah, nació a las 15:54, el 1 de diciembre de 2017.

## Títulos y tratamientos
Esta tabla aún no está actualizada. Puedes contribuir aportando información sobre títulos y tratamientos de esta persona.

## Distinciones honoríficas

### Distinciones honoríficas bruneanas
- Miembro de la Real Orden Familiar de la Corona de Brunéi [DKMB] (15/08/1982).
- Miembro de Primera Clase de la Orden del Famoso Valor [DPKT] (31/05/2004).
- Medalla del Sultán Muda Hassanal Bolkiah [PHBS].
- Medalla Conmemorativa del Jubileo de Plata del Sultán de Brunéi (05/10/1992).
- Medalla Conmemorativa del Jubileo de Oro del Sultán de Brunéi (05/10/2017).

### Distinciones honoríficas extranjeras
- Caballero Gran Cruz de honor de la Real Orden Victoriana (Reino Unido, 17/09/1998).
- Caballero de Primera Clase de la Orden del Rey Abdulaziz (Reino de Arabia Saudita, 03/01/1999).
- Medalla de Honor (República Democrática Popular Laos, 22/03/2006).
- Miembro de la Distinguida Orden del Servicio (República de Singapur, 08/05/2006).
- Caballero Gran Cruz de la Orden de Lakandula (República de Filipinas, 09/11/2006).
- Caballero Gran Cordón de la Suprema Orden del Renacimiento (Reino Hachemita de Jordania, 13/05/2008).
- Caballero Gran Cruz de la Orden de la Corona (Reino de los Países Bajos, 21/01/2013).[13]
- Caballero Gran Comandante de la Estimadísima Real Orden Familiar de Johor [DK I] (Sultanato de Johor, 10/09/2020).[14]

## Ancestros
|  |                                           |  |  |  |  |  |  |  |  |  |  |  |  |  |  |  |
|  | 16. Hashim Jalilul Alam Aqamaddin         |  |  |  |  |  |  |  |  |  |  |  |  |  |  |  |
|  |                                           |  |  |  |  |  |  |  |  |  |  |  |  |  |  |  |
|  |                                           |  |  |  |  |  |  |  |  |  |  |  |  |  |  |  |
|  | 8. Muhammad Jamalul Alam II               |  |  |  |  |  |  |  |  |  |  |  |  |  |  |  |
|  |                                           |  |  |  |  |  |  |  |  |  |  |  |  |  |  |  |
|  |                                           |  |  |  |  |  |  |  |  |  |  |  |  |  |  |  |
|  | 17. Pengiran Siti Fatima                  |  |  |  |  |  |  |  |  |  |  |  |  |  |  |  |
|  |                                           |  |  |  |  |  |  |  |  |  |  |  |  |  |  |  |
|  |                                           |  |  |  |  |  |  |  |  |  |  |  |  |  |  |  |
|  | 4. Omar Ali Saifuddien III                |  |  |  |  |  |  |  |  |  |  |  |  |  |  |  |
|  |                                           |  |  |  |  |  |  |  |  |  |  |  |  |  |  |  |
|  |                                           |  |  |  |  |  |  |  |  |  |  |  |  |  |  |  |
|  | 18. Pengiran Anak Saiful Rijal            |  |  |  |  |  |  |  |  |  |  |  |  |  |  |  |
|  |                                           |  |  |  |  |  |  |  |  |  |  |  |  |  |  |  |
|  |                                           |  |  |  |  |  |  |  |  |  |  |  |  |  |  |  |
|  | 9. Pengiran Anak Fatima                   |  |  |  |  |  |  |  |  |  |  |  |  |  |  |  |
|  |                                           |  |  |  |  |  |  |  |  |  |  |  |  |  |  |  |
|  |                                           |  |  |  |  |  |  |  |  |  |  |  |  |  |  |  |
|  | 19. Pian Jamaliah                         |  |  |  |  |  |  |  |  |  |  |  |  |  |  |  |
|  |                                           |  |  |  |  |  |  |  |  |  |  |  |  |  |  |  |
|  |                                           |  |  |  |  |  |  |  |  |  |  |  |  |  |  |  |
|  | 2. Hassanal Bolkiah                       |  |  |  |  |  |  |  |  |  |  |  |  |  |  |  |
|  |                                           |  |  |  |  |  |  |  |  |  |  |  |  |  |  |  |
|  |                                           |  |  |  |  |  |  |  |  |  |  |  |  |  |  |  |
|  | 20. Pengiran Muda Besar Omar              |  |  |  |  |  |  |  |  |  |  |  |  |  |  |  |
|  |                                           |  |  |  |  |  |  |  |  |  |  |  |  |  |  |  |
|  |                                           |  |  |  |  |  |  |  |  |  |  |  |  |  |  |  |
|  | 10. Pengiran Anak Abdul Rahman            |  |  |  |  |  |  |  |  |  |  |  |  |  |  |  |
|  |                                           |  |  |  |  |  |  |  |  |  |  |  |  |  |  |  |
|  |                                           |  |  |  |  |  |  |  |  |  |  |  |  |  |  |  |
|  | 21. Pengiran Anak Siti Khadija            |  |  |  |  |  |  |  |  |  |  |  |  |  |  |  |
|  |                                           |  |  |  |  |  |  |  |  |  |  |  |  |  |  |  |
|  |                                           |  |  |  |  |  |  |  |  |  |  |  |  |  |  |  |
|  | 5. Pengiran Anak Damit                    |  |  |  |  |  |  |  |  |  |  |  |  |  |  |  |
|  |                                           |  |  |  |  |  |  |  |  |  |  |  |  |  |  |  |
|  |                                           |  |  |  |  |  |  |  |  |  |  |  |  |  |  |  |
|  | 22. Radin Haji Hassan                     |  |  |  |  |  |  |  |  |  |  |  |  |  |  |  |
|  |                                           |  |  |  |  |  |  |  |  |  |  |  |  |  |  |  |
|  |                                           |  |  |  |  |  |  |  |  |  |  |  |  |  |  |  |
|  | 11. Pengiran Fatima                       |  |  |  |  |  |  |  |  |  |  |  |  |  |  |  |
|  |                                           |  |  |  |  |  |  |  |  |  |  |  |  |  |  |  |
|  |                                           |  |  |  |  |  |  |  |  |  |  |  |  |  |  |  |
|  | 23. Hajah Zainab                          |  |  |  |  |  |  |  |  |  |  |  |  |  |  |  |
|  |                                           |  |  |  |  |  |  |  |  |  |  |  |  |  |  |  |
|  |                                           |  |  |  |  |  |  |  |  |  |  |  |  |  |  |  |
|  | 1. Al-Muhtadee Billah                     |  |  |  |  |  |  |  |  |  |  |  |  |  |  |  |
|  |                                           |  |  |  |  |  |  |  |  |  |  |  |  |  |  |  |
|  |                                           |  |  |  |  |  |  |  |  |  |  |  |  |  |  |  |
|  | 24. Pengiran Muda Besar Omar (= 20)       |  |  |  |  |  |  |  |  |  |  |  |  |  |  |  |
|  |                                           |  |  |  |  |  |  |  |  |  |  |  |  |  |  |  |
|  |                                           |  |  |  |  |  |  |  |  |  |  |  |  |  |  |  |
|  | 12. Pengiran Anak Abdul Rahman (= 10)     |  |  |  |  |  |  |  |  |  |  |  |  |  |  |  |
|  |                                           |  |  |  |  |  |  |  |  |  |  |  |  |  |  |  |
|  |                                           |  |  |  |  |  |  |  |  |  |  |  |  |  |  |  |
|  | 25. Pengiran Anak Siti Khadija (= 21)     |  |  |  |  |  |  |  |  |  |  |  |  |  |  |  |
|  |                                           |  |  |  |  |  |  |  |  |  |  |  |  |  |  |  |
|  |                                           |  |  |  |  |  |  |  |  |  |  |  |  |  |  |  |
|  | 6. Pengiran Anak Muhammad Alam            |  |  |  |  |  |  |  |  |  |  |  |  |  |  |  |
|  |                                           |  |  |  |  |  |  |  |  |  |  |  |  |  |  |  |
|  |                                           |  |  |  |  |  |  |  |  |  |  |  |  |  |  |  |
|  | 26. Radin Haji Hassan (= 22)              |  |  |  |  |  |  |  |  |  |  |  |  |  |  |  |
|  |                                           |  |  |  |  |  |  |  |  |  |  |  |  |  |  |  |
|  |                                           |  |  |  |  |  |  |  |  |  |  |  |  |  |  |  |
|  | 13. Pengiran Fatima (= 11)                |  |  |  |  |  |  |  |  |  |  |  |  |  |  |  |
|  |                                           |  |  |  |  |  |  |  |  |  |  |  |  |  |  |  |
|  |                                           |  |  |  |  |  |  |  |  |  |  |  |  |  |  |  |
|  | 27. Hajah Zainab (= 23)                   |  |  |  |  |  |  |  |  |  |  |  |  |  |  |  |
|  |                                           |  |  |  |  |  |  |  |  |  |  |  |  |  |  |  |
|  |                                           |  |  |  |  |  |  |  |  |  |  |  |  |  |  |  |
|  | 3. Pengiran Anak Saleha                   |  |  |  |  |  |  |  |  |  |  |  |  |  |  |  |
|  |                                           |  |  |  |  |  |  |  |  |  |  |  |  |  |  |  |
|  |                                           |  |  |  |  |  |  |  |  |  |  |  |  |  |  |  |
|  | 28. Pengiran Anak Ismail Apong            |  |  |  |  |  |  |  |  |  |  |  |  |  |  |  |
|  |                                           |  |  |  |  |  |  |  |  |  |  |  |  |  |  |  |
|  |                                           |  |  |  |  |  |  |  |  |  |  |  |  |  |  |  |
|  | 14. Pengiran Anak Metassan                |  |  |  |  |  |  |  |  |  |  |  |  |  |  |  |
|  |                                           |  |  |  |  |  |  |  |  |  |  |  |  |  |  |  |
|  |                                           |  |  |  |  |  |  |  |  |  |  |  |  |  |  |  |
|  | 29. Pengiran Anak Taisa                   |  |  |  |  |  |  |  |  |  |  |  |  |  |  |  |
|  |                                           |  |  |  |  |  |  |  |  |  |  |  |  |  |  |  |
|  |                                           |  |  |  |  |  |  |  |  |  |  |  |  |  |  |  |
|  | 7. Pengiran Anak Besar                    |  |  |  |  |  |  |  |  |  |  |  |  |  |  |  |
|  |                                           |  |  |  |  |  |  |  |  |  |  |  |  |  |  |  |
|  |                                           |  |  |  |  |  |  |  |  |  |  |  |  |  |  |  |
|  | 30. Pengiran Anak Muhammad Tajuddin Gador |  |  |  |  |  |  |  |  |  |  |  |  |  |  |  |
|  |                                           |  |  |  |  |  |  |  |  |  |  |  |  |  |  |  |
|  |                                           |  |  |  |  |  |  |  |  |  |  |  |  |  |  |  |
|  | 15. Pengiran Anak Piut                    |  |  |  |  |  |  |  |  |  |  |  |  |  |  |  |
|  |                                           |  |  |  |  |  |  |  |  |  |  |  |  |  |  |  |
|  |                                           |  |  |  |  |  |  |  |  |  |  |  |  |  |  |  |
|  | 31. Pengiran Anak Noralam                 |  |  |  |  |  |  |  |  |  |  |  |  |  |  |  |
|  |                                           |  |  |  |  |  |  |  |  |  |  |  |  |  |  |  |
|  |                                           |  |  |  |  |  |  |  |  |  |  |  |  |  |  |  |